# Vịt khoang cổ
Vịt khoang cổ, tên khoa học Aythya collaris, là một loài chim trong họ Vịt.
Loài vịt này sinh sống ở các hồ trong rừng ở phía bắc Hoa Kỳ và Canada. Cổ có vòng nâu vàng khó nhìn thấy.
Chúng là loài ăn tạp và thức ăn chủ yếu kiếm được khi lặn hoặc bắt trên mặt nước. Vịt con phụ các con mồi động vật như côn trùng đất sâu, đỉa, ruồi nhuế và ốc sên. Khi trưởng thành, chúng có xu hướng thay đổi chế độ ăn thực vật như cây ngập nước và cây nổi. Cặp vịt trống mái ở với nhau chỉ lúc sinh sản, sau đó chúng rời nhau. Tổ hình cái bát, xây trên dám cây nổi trên mặt nước với cây lách và cây gỗ. Vịt mái đẻ mỗi ngày một quả trứng cho đến khi đạt 8-10 quả trứng. Chúng ấp 25-29 ngày và con mái vãn ở với vịt con đến khi vịt con bay được.
Chúng là loài di cư nhiều.